# 淡奶
，在一些国家被称为“不加糖的炼乳”，是牛奶经浓缩制成的乳制品。傳統作法曾使用蒸餾過程，現代的做法也有改用逆滲透濾除水分，淡奶的水份比鮮牛奶少60%。淡奶常用於製作甜品，以及用于沖調咖啡及奶茶等飲品。鴛鴦和丝袜奶茶，常用淡奶制作。淡奶加入糖，再經濃縮後则为炼奶。

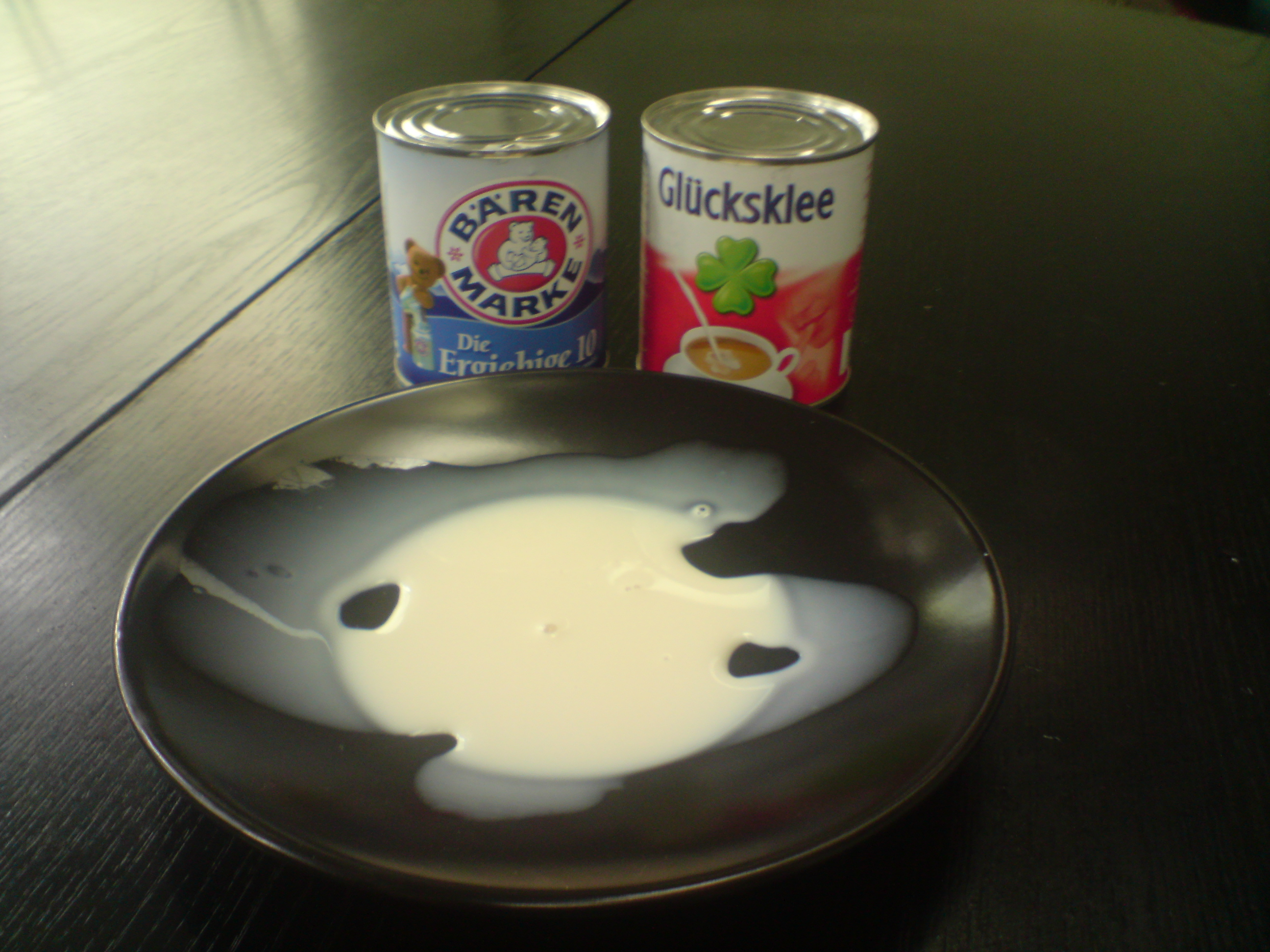
淡奶

淡奶由新鲜的均质牛奶制成，其中60%的水份已被去除。除去水后，将产品冷却、稳定、灭菌和包装。它在 240–245 °F (115–118 °C) 下进行灭菌15分钟。会在高温过程（美拉德反应）中产生轻微焦糖味，颜色比新鲜牛奶略深。蒸发过程浓缩了营养物质和食物熱量；未复原的淡奶比每单位体积的新鲜牛奶含有更多的营养和热量。

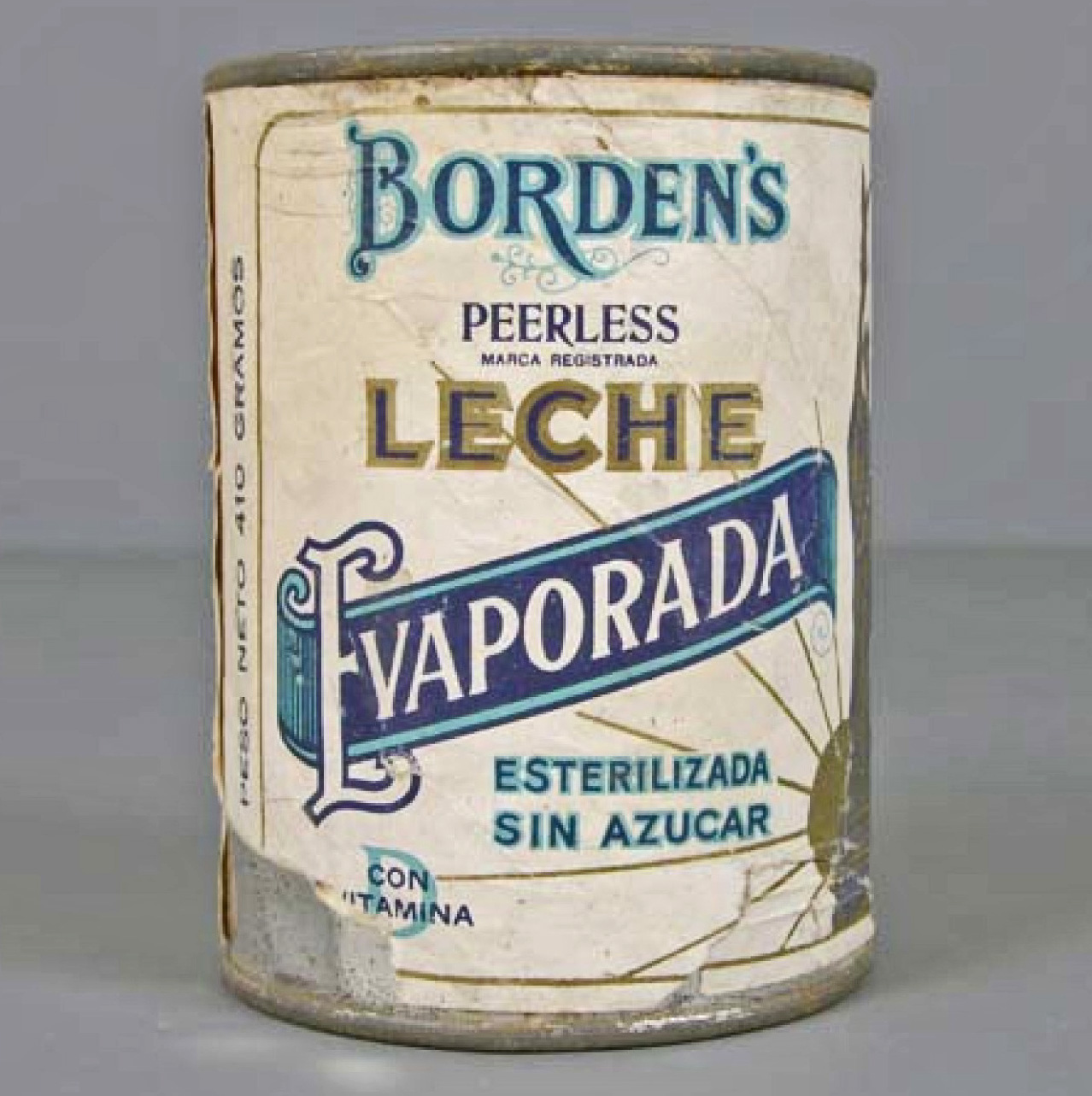
20世纪下半叶出产自美国食品生产商Borden的罐装淡奶，藏于墨西哥Museo del Objeto del Objeto博物馆

## 添加劑
現代的淡奶製造商可能在淡奶中加入添加劑，以改善產品穩定性。常見的淡奶添加劑如
磷酸一氫鈉用於防止淡奶凝固
卡拉膠用於穩定淡奶防止結塊外也調整淡奶製品黏稠度
視黃醇是維生素A的動物形式
膽鈣化醇也就是一般所稱的維生素D3等等。